# Claude Petitfrère
Claude Petitfrère, né à Calais en 1936, est un historien français, professeur émérite à l’université François Rabelais de Tours, qui a travaillé sur la Révolution française et la Contre-révolution, ainsi que sur l’histoire des villes et des sociétés urbaines.
Sa thèse, dirigée par Jacques Godechot et soutenue à l'université Toulouse II en 1977, portait sur le thème suivant : "Blancs et Bleus d'Anjou, 1789-1793".

## Publications

### Ouvrages
- Blancs et Bleus d'Anjou 1789-1793, Lille, atelier de reproduction de thèse de l'université de Lille III ; Paris, diffusion H. Champion, 1979
- Les Vendéens d'Anjou : 1793, analyse des structures militaires, sociales et mentales, Paris, Bibliothèque nationale, 1981, 497 p.
- La Vendée et les Vendéens, Paris, éd. Gallimard / Julliard, 1981, 249 p.
- Les Bleus d'Anjou (1789-1792), Paris, CTHS, « Mémoires et documents », 1985, 531 p.
- L'Œil du maître : maîtres et serviteurs de l'époque classique au romantisme, Bruxelles, Éd Complexe ; Paris, diffusion Presses universitaires de France, 1986 (rééd. 2006), 251 p.
- 1784 : Le Scandale du "Mariage de Figaro" : prélude à la Révolution française ?, Bruxelles, Éd. Complexe ; Paris, diffusion Presses universitaires de France, 1988, 256 p.

### Contributions
- Débauche, libertinage, en collaboration avec Michel Delon et Elisabeth Botsch, Munich, R. Oldenbourg, 1992.
- Marie-Luce Llorca (choix et présentation), Lettres parisiennes d'un révolutionnaire poitevin, Pierre Dubreüil-Chambardel, Centre d'histoire des villes de l'Université de Tours et Comité d'histoire de la Révolution française dans le Centre-Ouest, Tours, Maison des sciences de la ville, Université François Rabelais, 1994, 227 p., préface de Claude Petitfrère.
- Claude Petitfrère (dir.), Images et imaginaires de la ville à l'époque moderne, Tours, Université François-Rabelais, 1998, 234 p.
- Claude Petitfrère (dir.), Images et imaginaires de la ville à l'époque moderne, Tours, Maison des Sciences de la Ville/Université François Rabelais, 1998, 234 p.
- Claude Petitfrère (textes réunis et présentés par) Construction, reproduction et représentation des patriciats urbains : de l'Antiquité au XXe siècle, actes du colloque des 7, 8 et 9 septembre 1998 tenu à Tours, dans les locaux du Conseil général d'Indre-et-Loire, Tours, Université François-Rabelais, Centre d'histoire de la ville moderne et contemporaine (CEHVI), 1999, 569 p.
- Claude Petitfrère, « Femmes et Vendée », dans Évelyne Morin-Rotureau (dir.), 1789-1799 : combats de femmes. La Révolution exclut les citoyennes, Paris, Autrement, 2003, p. 105-124.

### Publication de documents
- Présentation du général et de sa correspondance, Le Général Dupuy et sa correspondance (1792-1798), Paris, Société des études robespierristes, 1962, 230 p.
- Présentation d'un choix de textes, La Vendée et les Vendéens, Paris, Gallimard et Julliard, 1981, 249 p.